# Jamie Gittens
Jamie Jermaine Bynoe-Gittens (* 8. srpna 2004), známý jako Jamie Gittens, je anglický fotbalista, který hraje jako křídlo za anglický klub Chelsea. Je mládežnickým reprezentantem Anglie.

## Klubová kariéra

### Borussia Dortmund
upravit
Po dvou letech v akademii Manchesteru City v roce 2020 odešel do Borussie Dortmund.
Gittens debutoval v Bundeslize dne 16. dubna 2022 proti VfL Wolfsburg. Dne 12. srpna 2022 vstřelil svůj první gól v Bundeslize proti SC Freiburg. Dne 16. srpna podepsal novou smlouvu s klubem do června 2025. Dne 15. února 2023 debutoval v Lize mistrů, střídal v 79. minutě zápasu proti Chelsea.
Dne 28. listopadu 2023 Gittens vstřelil svůj první gól v Lize mistrů proti Milánu. Dortmund se dostal do finále Ligy mistrů UEFA 2023/24, kde Gittens nastoupil jako střídající hráč, v 87. minutě nahradil svého krajana Jadona Sancha.

### Chelsea
Gittens podepsal dne 5. července 2025 sedmiletou smlouvu s Chelsea za poplatek 48,5 milionu liber. 